# Thore Evertsson
Thore Evertsson   (Karlskoga, 13 de desembre de 1949), sovint escrit Tore Evertsson o Tore Evertson, és un expilot de trial suec. Durant els anys 70 va ser un dels competidors destacats del Campionat d'Europa de trial, anomenat Campionat del Món a partir de 1975, gairebé sempre com a pilot oficial d'OSSA. Va ser Campió de Suècia de trial el 1972. La temporada de 1977 no va renovar el contracte amb OSSA i va passar a córrer el Campionat del Món d'aquell any de forma semi-privada amb una Bultaco de sèrie. El 1978 va abandonar l'alta competició, però va seguir encara uns anys participant en trials a Suècia amb la seva Bultaco.

## Palmarès
| Any          | Motocicleta  | Campionat del Món | Campionat de Suècia |
| ------------ | ------------ | ----------------- | ------------------- |
| 1969         | Bultaco      | 15è               |                     |
| 1970         | OSSA         | 6è                |                     |
| 1971         | OSSA         | 24è               |                     |
| 1972         | OSSA         | 9è                | 1r                  |
| 1973         | OSSA         | 8è                |                     |
| 1974         | OSSA         | 6è                |                     |
| 1975         | OSSA         | 13è               |                     |
| 1976         | OSSA         | -                 |                     |
| 1977         | Bultaco      | 23è               |                     |
| Total títols | Total títols | 0                 | 1                   |

Notes
1. ↑  Fins al 1974 el Campionat era d'Europa, i a partir de 1975 va passar a anomenar-se Campionat del Món
2. ↑  Al total de títols s'hi compten tots els campionats estatals o internacionals guanyats